# Filipp Bedrosovich Kirkorov
Filipp Bedrosovich Kirkorov (tiếng Nga: Фили́пп Бедро́сович Кирко́ров, tiếng Bulgaria: Фи́лип Бедро́сов Кирко́ров, Filip Bedrosov Kirkorov; sinh ngày 30 tháng 4 năm 1967, ở Varna, Bulgaria) là một ca sĩ, diễn viên, nhà soạn nhạc mang dòng máu Nga-Armenia-Bulgaria sống và làm việc ở Moskva

## Tiểu sử và sự nghiệp
Filipp Bedrosovich Kirkorov sinh ngày 30 tháng 4 năm 1967, ở Varna, Bulgaria trong một gia đình người cha là một ca sĩ người Bulgaria-Armenia tên là Bedros Kirkorov và mẹ là người Nga tên là Victoria. Năm 1984, anh nhập học trường Đại học Quốc gia Âm nhạc Gnesin và tốt nghiệp danh dự năm 1988. Phong cách âm nhạc của anh là chung loại nhạc pop của Nga với thỉnh thoảng có pha thêm phong cách Thổ Nhĩ Kỳ và ảnh hưởng của phương Tây, như nhiều ngôi sao nhạc pop của Nga những năm 90 và sau này, anh thường xuyên ghi song tấu với các nghệ sĩ khác làm việc trong lĩnh vực tương tự.